# ギデオン・サンドバック
ギデオン・サンドバック（Gideon Sundback、1880年4月24日 - 1954年6月21日）はスウェーデン系アメリカ人の電気技師。線ファスナーを、ほぼ現在普及している形に改良したことで知られている。

## 背景
オットー・フレドリック・ギデオン・サンドバックは、スウェーデンの スモーランド地方ヨンショーピング県 の ソナープ農場で生まれた。父は裕福な農家であったジョナス・オットー・マグナソン・サンドバック、母はクリスティーナ・カロリナクラスドッター。サンドバックはスウェーデンで学んでから、ドイツに移住しビンゲン・アム・ラインの工科学校へ進んだ。そこで1903年に技術者試験を受けた後、1905年に米国には移民として移住した。 

## 経歴
ギデオン・サンドバック はペンシルバニア州ピッツバーグの電気メーカーで働いた後、1906年に ニュージャージー州ホーボーケンにある、ユニバーサルファスナー社に雇われることになった。1909年には、スウェーデン出身の工場長ピーター・アロンソンの娘のエルビラ・アロンソンと結婚。その後、サンドバックはユニバーサルファスナー社のデザイナー主任の地位に昇進した。
サンドバックは、1906年から1914年にかけて、後のTALON社に発展することになるこの会社のために、線ファスナー（ジッパー）の開発上の改善をいくつも行った。
彼は「ジャドソン C-キュリティ ファスナー」を改良する責任者として「プラコ」と呼ばれるC-キュリティの改良版を開発するが、このファスナーは引き裂けやすかったことなどから、前の製品ほど成功しなかった。1913年に「フックレス・ファスナー1号」を開発。それまで主流であった「フック·アンド·アイ」の原理に基づかない初めての方式を開発し、同時にそれまで1インチあたり4個程度だったエレメント（務歯）の数を、1インチあたり10ないし11に増やすことによって、以前の製品が抱えていた引き裂けやすさの問題を解決した。そしてこの発明により、スライダーによって左右対になった歯を引き上げる機構、スライダーでガイドされた歯が開いていく機構が実用化された。 

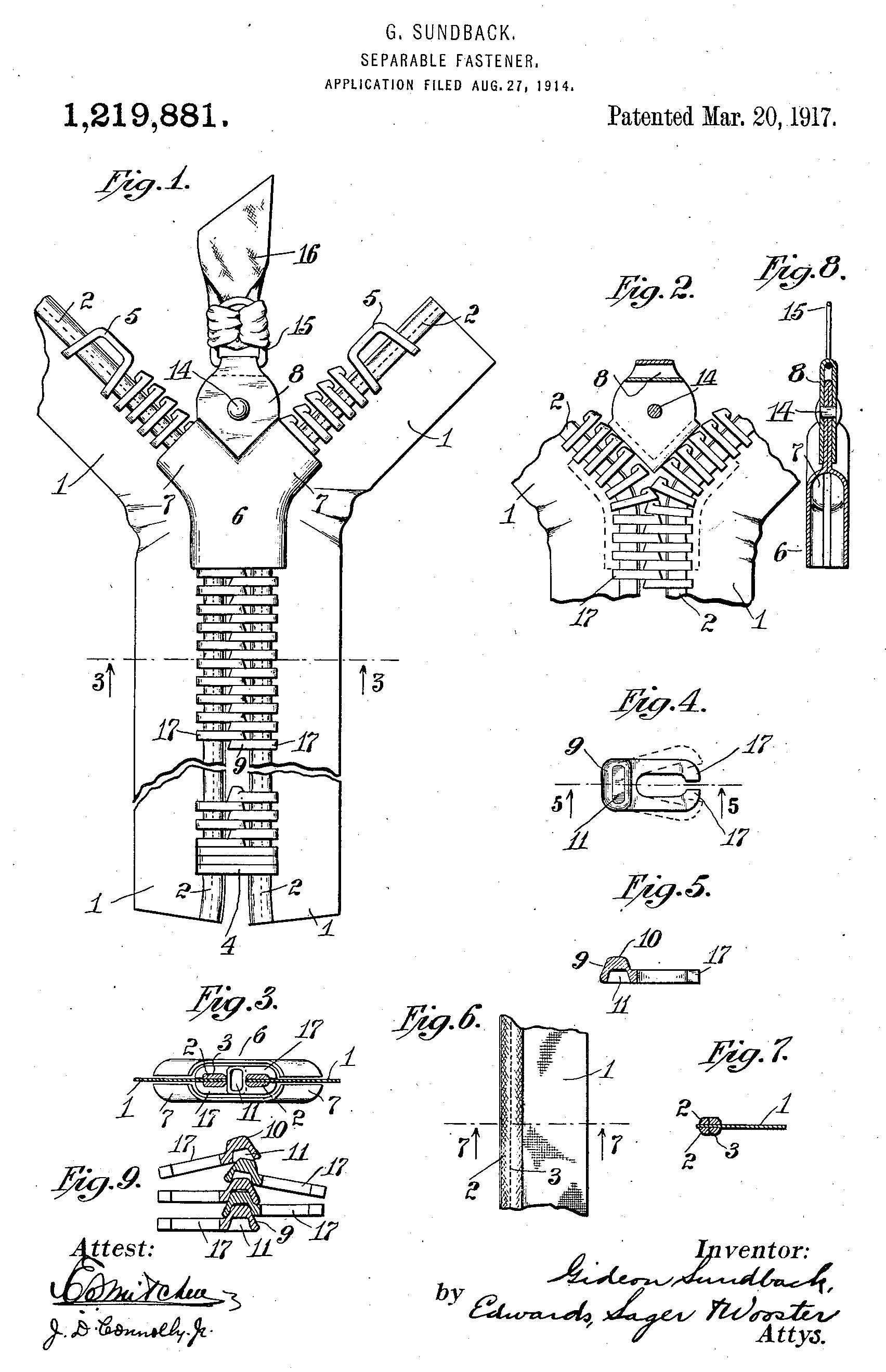
1914年に出願したフックレス No.2の図面

さらに1914年、サンドバックはエレメント同士が互いに噛み合うエレメント「フックレス No.2」を開発、根本的に現代の金属製ジッパーの原型ができあがる。このファスナーでは、それぞれの歯が尖った円錐形状の突起と、底部にへこみがパンチされている。この一つの歯の上に突き出た凸部が、反対側に向き合う歯の底部の凹部と嵌り合うようにできており、２列の歯の並びがY字状の溝をもつスライダーによって次々と噛み合っていく仕組みである。これらの歯は強靭な糸を使って、ちょうど左右がエレメント半個分ずれた状態でテープに固定され、そのテープの縁の部分を衣類に縫うことで取り付けられるようになっている。この糸とテープはかなり堅持に固定されており、一旦編みこまれたら、簡単には引き剥がすことができない。また、それぞれの歯も一旦噛みあうと、突起がへこみから抜けるような動きや、へこみが突起から外れるような動きがとれないようにできている。この「分離できるファスナー」の米国特許 1219881 号は、1917年に発行された。
「ジッパー」という名称は、B.F.グッドリッチが新しいブーツに採用するにあたって名付けられた。当初は、ブーツとタバコ用のポーチがジッパーの主要な用途で、ファッション業界に飛び火するまでには20年ほど待たなければいけなかった。やがて第二次世界大戦の頃になると、ファスナーはズボンやスカートやドレスの前チャックの用途には、広く受け入れられるようになった。 

## 市民権と永眠
サンドバックはまた、新しいファスナーの製造機械も作った。サンドバックはカナダ・オンタリオ州の Lighthning Fastener Company 社の社長となり、そのカナダの工場を頻繁に訪れたが、彼自身は 、ペンシルベニア州ミードヴィルに住んで、 アメリカの市民であろうとした。サンドバックは1951年にスウェーデン王立アカデミーより、技術科学部門の金メダルを授与された。1954年に心臓病で死亡。遺体は、ペンシルベニア州ミードヴィルのグリーンデール墓地に埋葬された。2006年には、ジッパーの開発の功労によって、米国発明者名誉殿堂に顕彰されている。

## 参照
1. ↑  Gideon Sundback (National Inventors Hall of Fame)
2. ↑   Inventing the 20th century: 100 inventions that shaped the world : from the airplane to the zipper. NYU Press
3. ↑  History of the Zipper  (Thomas Publishing Company)
4. ↑  Gideon Sundback (Inventors & Inventions)
5. 1 2  Zipper: An exploration in novelty (Robert Friedel, author. W. W. Norton and Company, New York, 1996) ISBN 0-39331365-4
6. ↑  Lightning Fastener Company Limited (Brock University)